# Grevillea gariwerdensis
Grevillea gariwerdensis,  es una especie de arbusto  del gran género  Grevillea perteneciente a la familia  Proteaceae. Es originaria de Victoria en Australia.

## Descripción
La especie crece como un arbusto bajo, con retoños que alcanzan un tamaño de entre 0,3 y 1 metro de altura. Las flores aparecen generalmente entre octubre y enero (mediados de primavera a mediados de verano) en su área de distribución natural . Estas tienen perigonio y estilos que son de color blanco a rosa.  Es muy similar en su aspecto a Grevillea micrantha y Grevillea parviflora. El nombre de Grevillea linearifolia le ha sido mal aplicado a esta especie en el pasado.

## Distribución y hábitat
La especie se encuentra en los suelos arenosos de tierras bajas en brezales húmedos dentro del parque nacional de los Montes Grampianos.  La especie está clasificada como "Poco conocida en Victoria" en el Departamento de Sostenibilidad y Medio Ambiente de la Lista de referencia de las plantas raras o amenazadas en Victoria.

## Taxonomía
Grevillea gariwerdensis fue descrita por Robert Owen Makinson y publicado en Flora of Australia 17A: 501. 2000.
Etimología
Grevillea, el nombre del género fue nombrado en honor de Charles Francis Greville, cofundador de la Royal Horticultural Society.
gariwerdensis: epíteto
Sinonimia
- Grevillea linearifolia form 'i' (Grampians form)  D.J.McGillivray & R.O.Makinson
- Grevillea sp. aff. micrantha Grampians  P.M.Olde & N.R.Marriott
- Grevillea. sp. 1 R.O.Makinson